# Auto Classic
Auto Classic ist ein Magazin für klassische Automobile, das im GeraMond Verlag mit einer Auflage von 74.700 Exemplaren erscheint. Es wurde 2006 mit dem Fokus auf deutsche historische Fahrzeuge gegründet.
Auto Classic wird vom Kölner Redaktionsbüro Wipperfürth verantwortet.

## Inhalt
In der Zeitschrift werden unterschiedliche Oldtimer in den Rubriken Porträt, Rarität, Traumklassiker und Kaufberatung vorgestellt. Der Schwerpunkt liegt auf Fahrzeugen der 1960er- und 1970er-Jahre von Herstellern aus dem In- und Ausland. Außerdem gibt es Informationen zu Technik, Events wie Messen und Rallyes, Kaufberatungen sowie zur Wartung und Pflege von Old- und Youngtimern. Daneben erscheinen Sonderhefte.

## Redaktion
Redaktionssitz ist München.
Chefredakteur:
- 2008[2] bis 2014: Michael Krische
- 2015: Michael Suck[3]
- 2018 bis 2020: Ulrich Safferling

Leitender Redakteur (extern):
- Sven Jürisch: nur 2023